# 张家乡 (镇安县)
张家乡是中国陕西省商洛市镇安县下辖的一个乡。

## 行政区划
张家乡下辖以下行政区：
东岭村、正河村、三台村、东坡村、西坡村、东长沟村、连家沟村、营胜村